# Маланьинская
Маланьинская — деревня в Шатурском муниципальном районе Московской области. Входит в состав Дмитровского сельского поселения. Население — 121 чел. (2010).

## Расположение
Деревня Маланьинская расположена в центральной части Шатурского района, расстояние до МКАД порядка 140 км. Высота над уровнем моря 146 м.

## Название
В письменных источниках деревня упоминается как Маланинская, позднее Маланьинская.
Название связано с личным именем Маланья (Меланья) или фамилией Маланьин.

## История
Впервые упоминается в писцовой Владимирской книге В. Кропоткина 1637—1648 гг. как деревня Маланинская Бабинской кромины волости Муромское сельцо Владимирского уезда Замосковного края Московского царства. Деревня принадлежала Савве Филипповичу Ростиславскому.
Последним владельцем деревни перед отменой крепостного права был ротмистр Михаил Иванович Гоговицкий.
После отмены крепостного права деревня вошла в состав Семёновской волости.
В советское время деревня входила в Дмитровский сельсовет.

## Население
| 1859 | 1868 | 1885 | 1905 | 1926 | 1970 |
| ---- | ---- | ---- | ---- | ---- | ---- |
| 370  | ↗390 | ↗548 | ↗667 | ↗740 | ↘237 |
| 1993 | 2002 | 2006 | 2010 |      |      |
| ↘76  | ↗126 | →126 | ↘121 |      |      |